# Marta Díaz
Marta Díaz García (Sevilla, 30 de octubre de 2000), conocida simplemente como Marta Díaz, es una celebridad, empresaria y modelo española. En 2023 protagonizó la docuserie La vida de Marta Díaz en Prime Video.

## Biografía
Marta Díaz nació en la capital andaluza en el otoño del 2000, pero desde pequeña ha vivido en Madrid. Es hermana menor del yutubero David Díaz (1997), más conocido como AlphaSniper97, que cuenta con casi cinco millones de suscriptores en la plataforma de vídeos.  Precisamente fue a través del canal de su hermano donde se dio a conocer, con apariciones puntuales en las que también era acompañada por TheGrefg. Desde niña ha practicado equitación, llegando a participar en concursos de doma. Acabó el Bachillerato en 2018 e hizo las pruebas de la Selectividad. Fue entonces cuando decidió dejar los estudios y dedicarse profesionalmente a la creación de contenido en las redes sociales, especialmente en YouTube y TikTok. En 2019 publicó el libro Todo lo que nunca te dije, de la editorial Libros Cúpula.
En octubre de 2023 se estrenó La vida de Marta Díaz en Prime Video, una docuserie producida por Mediaset España en colaboración con Producciones Mandarina. En enero de 2024 fue una de las concursantes de la cuarta temporada de El desafío, programa emitido en horario de máxima audiencia en Antena 3.
Entre 2019 y 2023 mantuvo una relación sentimental con el futbolista Sergio Reguilón, jugador del Sevilla FC que más tarde pasó por el Tottenham y el Atlético de Madrid.

## Obras

### Libros
- Todo lo que nunca te dije (2019)[8]

## Premios
En 2022 fue galardonada por Forbes como Mejor influencer de Lifestyle y en 2023 con el Premio Ídolo Lifestyle.